# Emphreus ferruginosoides
Emphreus ferruginosoides är en skalbaggsart som beskrevs av Stefan von Breuning 1971. Emphreus ferruginosoides ingår i släktet Emphreus och familjen långhorningar.
Artens utbredningsområde är Moçambique. Inga underarter finns listade i Catalogue of Life.